# Porte du Troisième millénaire
La Porte du Troisième millénaire est un monument contemporain construit à Dakar (Sénégal) au tout début du XXIe siècle pour symboliser l'ouverture du continent africain sur ce nouveau millénaire.

## L'esplanade
La silhouette du monument se détache sur l'océan, au centre d'une esplanade de 15 000 m² située le long de la Corniche-Ouest, dans l'axe de l'avenue Malick Sy. La Cité de la Police et la nouvelle mosquée Seydou Nourou Tall (voir photo ci-contre) se trouvent à proximité immédiate.
L'aménagement de l'esplanade comprend, outre le monument lui-même, deux allées bordées de trois baobabs et de palmiers-dattiers offerts par le roi Fahd, un bassin alimenté par un jet d'eau — l'eau symbole de vie, de purification très présent dans la culture africaine —, ainsi que des espaces utilitaires, tels que des commerces ou des services.
Face à la mer, l'esplanade est un lieu de promenade apprécié. Elle est également propice aux manifestations et animations diverses.

## Histoire
La Porte du Troisième millénaire a été inaugurée le 3 avril 2001 par le chef de l'État Abdoulaye Wade, accompagné du roi du Maroc, Mohammed VI.
Les trois baobabs ont été plantés par le Président Wade, le Grand Serigne de Dakar — chef supérieur de la communauté léboue — et l'évêque de Dakar, et le doyen du corps diplomatique en poste dans la capitale.

## Caractéristiques techniques et symboliques
Le monument a été conçu par l'architecte sénégalais Pierre Goudiaby Atepa, auteur de plusieurs autres réalisations de prestige, notamment celle du Monument de la Renaissance africaine inauguré le 3 avril 2010 à Ouakam.
La structure comporte trois portes de taille croissante :
- L'ouverture de la plus petite — la première — est de 1,80 m et sa hauteur de 2,40 m. Elle est toute droite et incarne le premier millénaire, soit une acquisition des connaissances bénéficiant de moyens limités : on entre en quelque sorte dans l'aventure humaine par la petite porte.

- La seconde — celle du milieu — est de taille intermédiaire. Ses dimensions sont de 4,03 m sur 5 m. De conception plus élaborée, elle présente des courbes, évoquant ainsi l'évolution de la pensée et de la culture, progressivement plus complexes. C'est aussi l'entrée dans l'industrialisation. Une statue est juchée sur cette seconde porte. Elle représente la femme à la flûte, surnommée "Yaye Boye", c'est-à-dire "Maman Chérie" en wolof. Quant à l'instrument de musique, il suggère l'appel traditionnel au rassemblement, à l'union. C'est aussi une invitation au courage et au changement.
- La troisième porte est la plus grande, avec une ouverture de 10 m pour des hauteurs allant de 16,50 à 13,50 m. Ses bords sont évasés, elle encadre littéralement la femme a la flûte. Cette grande arche symbolise l'ère de la communication, le village planétaire. Tournée vers le monde, elle se veut aussi message d'espoir pour l'Afrique : pourquoi l'entrée dans le troisième millénaire ne se ferait-elle pas à Dakar par cette porte, par la grande porte ?

## Polémiques
Comme c'est le cas pour nombre de projets de grande ampleur, la désormais célèbre Porte du Troisième millénaire ne fait pas l'unanimité.
La construction du monument a duré six mois, impliquant 300 personnes. Le montant des travaux s'est élevé à 300 millions de francs CFA, un montant jugé excessif notamment par les adversaires politiques de Me Wade.
Dans l'intervalle quelques inquiétudes plus techniques ont également surgi. En effet l'érosion du littoral, que l'on observe en d'autres points du pays, pourrait à terme menacer le monument et des études sont en cours.
Il ne faut pas aussi occulter la position de l'opinion publique sur la portée religieuse de cette statue: en effet, des musulmans se sont indignés de son érection en estimant qu'il s'agit d'une agression contre leur religion.
Les représentations de ce genre sont, en effet, interdites par l'islam qui est la religion de plus de 95 % des Sénégalais. Certains sont allés jusqu'à rebaptiser cette place « la porte du malheur » ! Beaucoup rapportent également qu'il s'agirait d'une œuvre maçonnique (Franc-maçonnerie).